# Ixos mcclellandii
Ixos mcclellandii е вид птица от семейство Бюлбюлови (Pycnonotidae). Видът е незастрашен от изчезване.

## Разпространение
Разпространен е в Югоизточна Азия.